# روبرت لانسينغ
روبرت لانسينغ (بالإنجليزية: Robert Lansing)‏ هو محام أميركي و سياسي ديمقراطي محافظ شغل منصب المستشار القانوني لوزارة الخارجية زمن اندلاع الحرب العالمية الأولى، ثم وزير الخارجية في عهد الرئيس وودرو ويلسون من 1915 إلى 1920. ودعى لانسنغ بقوة إلى تأييد مبادئ حرية البحار وحقوق الدول المحايدة قبل تدخل الولايات المتحدة في الحرب. ودافع لاحقا عن مشاركة الولايات المتحدة في الحرب، وتفاوض على اتفاق لانسينغ إيشي مع اليابان في عام 1917 وكان عضوا في اللجنة الأمريكية للتفاوض على السلام في باريس في عام 1919.

## روابط خارجية
- روبرت لانسينغ على موقع الموسوعة البريطانية (الإنجليزية)
- روبرت لانسينغ على موقع إن إن دي بي (الإنجليزية)